# Kalaminta
Kalaminta (Calamintha Mill.) – rodzaj roślin wyróżniany w dawniejszych systemach klasyfikacyjnych w obrębie rodziny jasnotowatych. Współcześnie rodzaj włączany jest zwykle do klinopodium Clinopodium (m.in. wraz z czyścicą Acinos), co wynika z powiązań filogenetycznych ustalonych na podstawie danych genetycznych.
Do rodzaju tego zaliczano 7 gatunków pochodzących z Europy, Azji i Ameryki Północnej. Nazwa łacińska jest pochodzenia greckiego (calaminta = piękna mięta).

## Morfologia
Byliny, z wyglądu podobne do mięty. Ulistnienie naprzeciwległe, pędy płożące się, o kwadratowym przekroju. Kwiaty w kolorze białym, różowym lub purpurowym, większe niż u mięty, zebrane w wiechy.

## Systematyka
Uwagi taksonomiczne
W najnowszych ujęciach taksonomicznych rodzaj ten nie jest wyróżniany, a zaliczane do niego gatunki zostały przeniesione głównie do rodzaju klinopodium Clinopodium, a jeden do rodzaju Acanthomintha.
Pozycja w systemie Reveala (1993–1999)
Gromada okrytonasienne (Magnoliophyta Cronquist), podgromada Magnoliophytina Frohne & U. Jensen ex Reveal, klasa Rosopsida Batsch, podklasa jasnotowe (Lamiidae Takht. ex Reveal), nadrząd Lamianae Takhtajan, rząd jasnotowce (Lamiales Bromhead), podrząd Lamiineae Bessey in C.K. Adams, rodzina jasnotowate (Lamiaceae Lindl.), rodzaj kalaminta (Calamintha Mill.).
Gatunki flory Polski
- kalaminta lekarska, czyścica lekarska (Calamintha sylvatica Bromf., właśc. Clinopodium menthifolium (Host) Stace[10]) – efemerofit

Gatunki uprawiane
- kalaminta gruczołowata (Calamintha glandulosa Benth., właśc. Clinopodium nepeta subsp. glandulosum (Req.) Govaerts[13])
- kalaminta mniejsza (Calamintha nepeta (L.) Savi, właśc. Clinopodium nepeta (L.) Kuntze[14])